# Congleton Town F.C.

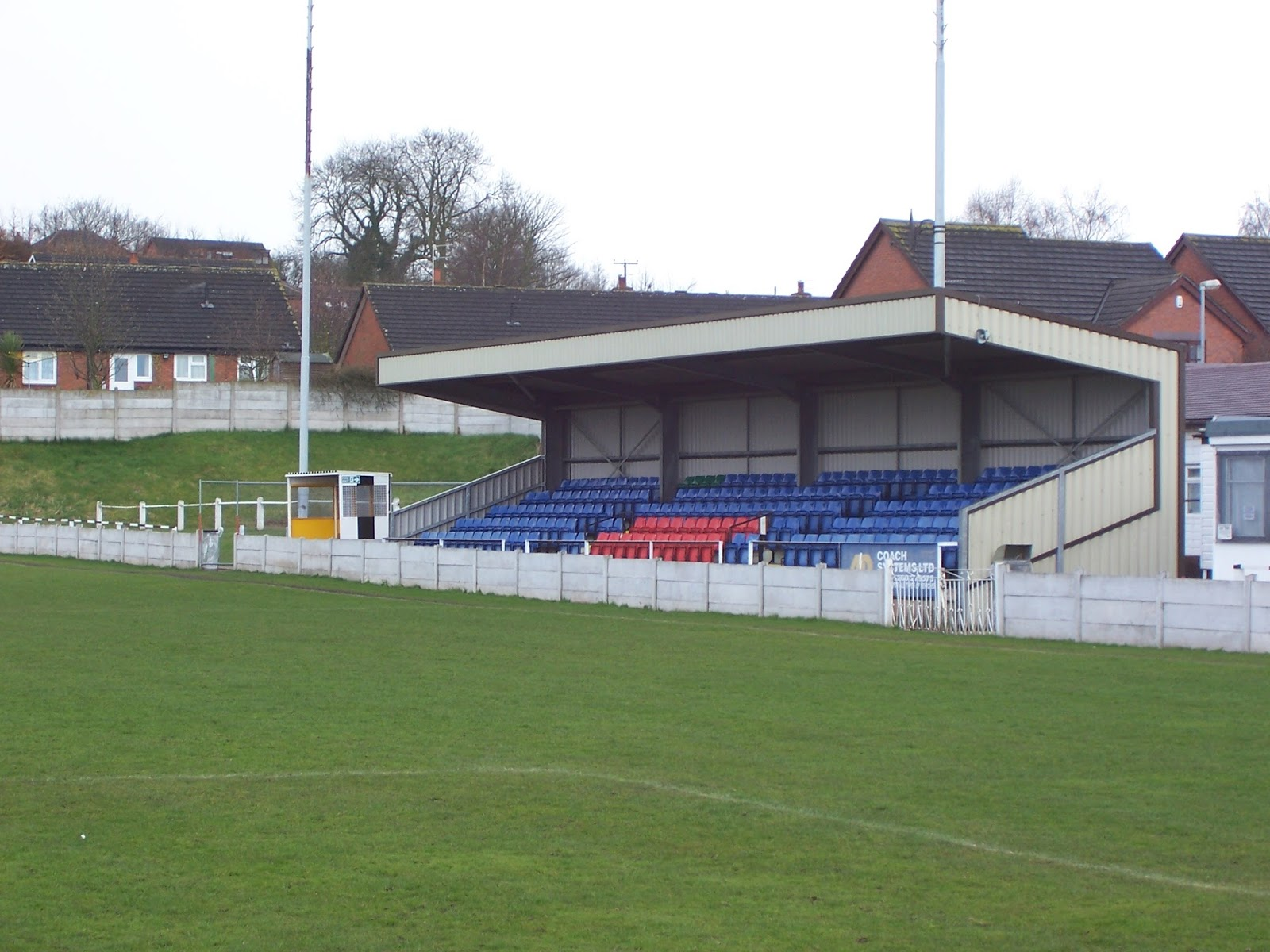
Khán đài chính sân Cheshire's Silk

Congleton Town FC là một câu lạc bộ bóng đá có trụ sở tại Congleton, Cheshire, Anh. Trực thuộc Cheshire County Football Association, đội bóng hiện thi đấu tại Midland League Premier Division và có sân nhà ở Cheshire's Silk.

## Danh hiệu

### Hạng đấu
- Cheshire County League Division Two

Nhà vô địch mùa giải 1981-82
- Mid-Cheshire League

Nhà vô địch các mùa giải 1973–74, 1975–76, 1977–78
- Macclesfield and District League

Nhà vô địch mùa giải 1939–40
- North Staffordshire and District League

Nhà vô địch mùa giải 1919-20
- Crewe and District League

Nhà vô địch các mùa giải 1901–02, 1902–03, 1903–04

### Cúp
- Cheshire Senior Cup

Nhà vô địch các mùa giải 1920–21, 1937–38
- Mid-Cheshire Senior Cup

Nhà vô địch mùa giải 2006–07
- Cheshire Saturday Cup

Nhà vô địch mùa giải 1977–78
- Crewe and District Cup

Nhà vô địch mùa giải 1903–04